# Wolverton (Minnesota)
Pour les articles homonymes, voir Wolverton.
Wolverton est une ville américaine située dans le Comté de Wilkin, dans le Minnesota. Selon le recensement de 2010, sa population est de 142 habitants.